# Junk of the Heart
Albums de The Kooks
Konk
(2008) Listen
(2014)
Singles
1. Is It Me
Sortie : 4 septembre 2011
2. Junk of the Heart (Happy)
Sortie : 6 novembre 2011
3. How'd You Like That
Sortie : 2 décembre 2011

Junk of the Heart est le troisième album du groupe anglais de rock indépendant The Kooks, publié le 12 septembre 2011 par Virgin Records, après deux années de concerts et de composition pour le groupe.

## Liste des chansons
Toute la musique est composée par The Kooks.
| No  | Titre                     | Durée |
| --- | ------------------------- | ----- |
| 1.  | Junk Of The Heart (Happy) | 3:08  |
| 2.  | How'd You Like That       | 3:15  |
| 3.  | Rosie                     | 3:11  |
| 4.  | Taking Pictures Of You    | 2:42  |
| 5.  | Fuck The World Off        | 2:53  |
| 6.  | Time Above The Earth      | 1:54  |
| 7.  | Runaway                   | 3:01  |
| 8.  | Is It Me                  | 3:30  |
| 9.  | Killing Me                | 3:26  |
| 10. | Petulia                   | 2:42  |
| 11. | Eskimo Kiss               | 3:34  |
| 12. | Mr. Nice Guy              | 2:41  |

## Charts
| Chart (2011) | Position |
| ------------ | -------- |
| Pays-Bas     | 6        |
| Royaume-Uni  | 2        |
| Belgique     | 34       |
| Irlande      | 41       |
| Canada       | 54       |